# Vitaly Janelt
Vitaly Janelt (Hamburgo, 10 de mayo de 1998) es un futbolista alemán que juega de centrocampista en el Brentford F. C. de la Premier League.

## Trayectoria
Janelt comenzó su carrera deportiva en el R. B. Leipzig II en 2016. En 2017 fue cedido al VfL Bochum, club al que se marchó definitivamente en 2018.
En 2020 fichó por el Brentford F. C. del EFL Championship, club con el que ascendió a la Premier League en la temporada 2020-21. Debutó en la Premier el 13 de agosto de 2021 en una victoria por 2-0 frente al Arsenal F. C.

## Selección nacional
Janelt fue internacional sub-15, sub-17, sub-19, sub-20 y sub-21 con la selección de fútbol de Alemania.
Con la selección sub-21 ganó la Eurocopa Sub-21 de 2021.

## Clubes
| Club                | País       | Año       |
| ------------------- | ---------- | --------- |
| R. B. Leipzig II    | Alemania   | 2016-2018 |
| VfL Bochum (cedido) | Alemania   | 2017-2018 |
| VfL Bochum          | Alemania   | 2018-2020 |
| Brentford F. C.     | Inglaterra | 2020-act. |

## Palmarés

### Títulos internacionales
| Título          | Club (*)                     | Sede                | Año  |
| --------------- | ---------------------------- | ------------------- | ---- |
| Eurocopa Sub-21 | Selección sub-21 de Alemania | Hungría · Eslovenia | 2021 |

(*) Incluyendo la selección.